# 薄冰 (语言学家)
薄冰（1921年12月10日—2013年8月17日）山西应县人，中华人民共和国英语专家、北京外国语大学教授。

## 生平
薄冰原名薄学文，生于山西应县西崔庄村，家中七兄弟姐妹中排行第五。
1947年薄冰毕业于国立浙江大学外国语文系。毕业之后，在上海中华职业学校担任英语教学工作。1949年-1950年，在华北人民革命大学学习。1950年至2013年间，在北京外国语学院（后来改为北京外国语大学）英文部任教，为低年级及高年级教英语实践课。1992年起，享受政府特殊津贴。薄冰从事英语教学与研究50余年。擅长英汉翻译。晚年，他致力于英语咨询工作，担任《大学英语》、《英语世界》、《英语沙龙》等刊物的顾问或咨询工作。 
1998年，开明出版社出版《薄冰英语语法》、《薄冰英语语法练习册》。后来，陆续出版《薄冰英语语法高阶系列》（三册），累计印数达到数百万册，受到英语学习者欢迎。但随之市场上出现许多冒薄冰之名出版的英语学习著作，其中不少都是北京九恒世纪文化有限公司出版。薄冰因此起诉北京九恒世纪文化有限公司等单位，以维护合法权益。
2013年8月17日上午，薄冰因呼吸衰竭在北京病逝，享年91岁，8月30日上午，薄冰遗体告别仪式在八宝山举行，時任教育部副部长郝平、北京外国语大学各级领导与薄冰的亲朋好友、同事学生等百余人前往送别。

## 著作
- 《英语文法手册》（合编）
- 《英语时态详解》
- 《英语名词的数》
- 《高级英语语法》（主编）
- 《英语冠词的用法》
- 《英语语法札记》
- 《薄冰英语语法》
- 《薄冰英语语法练习册》
- 《薄冰英语语法高阶系列》（三册）
- 《新版薄冰初中英语语法》
- 《新版薄冰高中英语语法》
- 《新版薄冰初中英语语法考点例析》
- 《新版薄冰高中英语语法考点例析》
- 《新版薄冰中英语短语考点例析》
- 《薄冰大学英语语法》
- 《薄冰实用英语语法详解》[1][2]